# Karol Bielecki
Karol Bielecki (* 23. Januar 1982 in Sandomierz, Polen) ist ein ehemaliger polnischer Handballspieler. Seine Spielposition war im linken Rückraum.

## Karriere

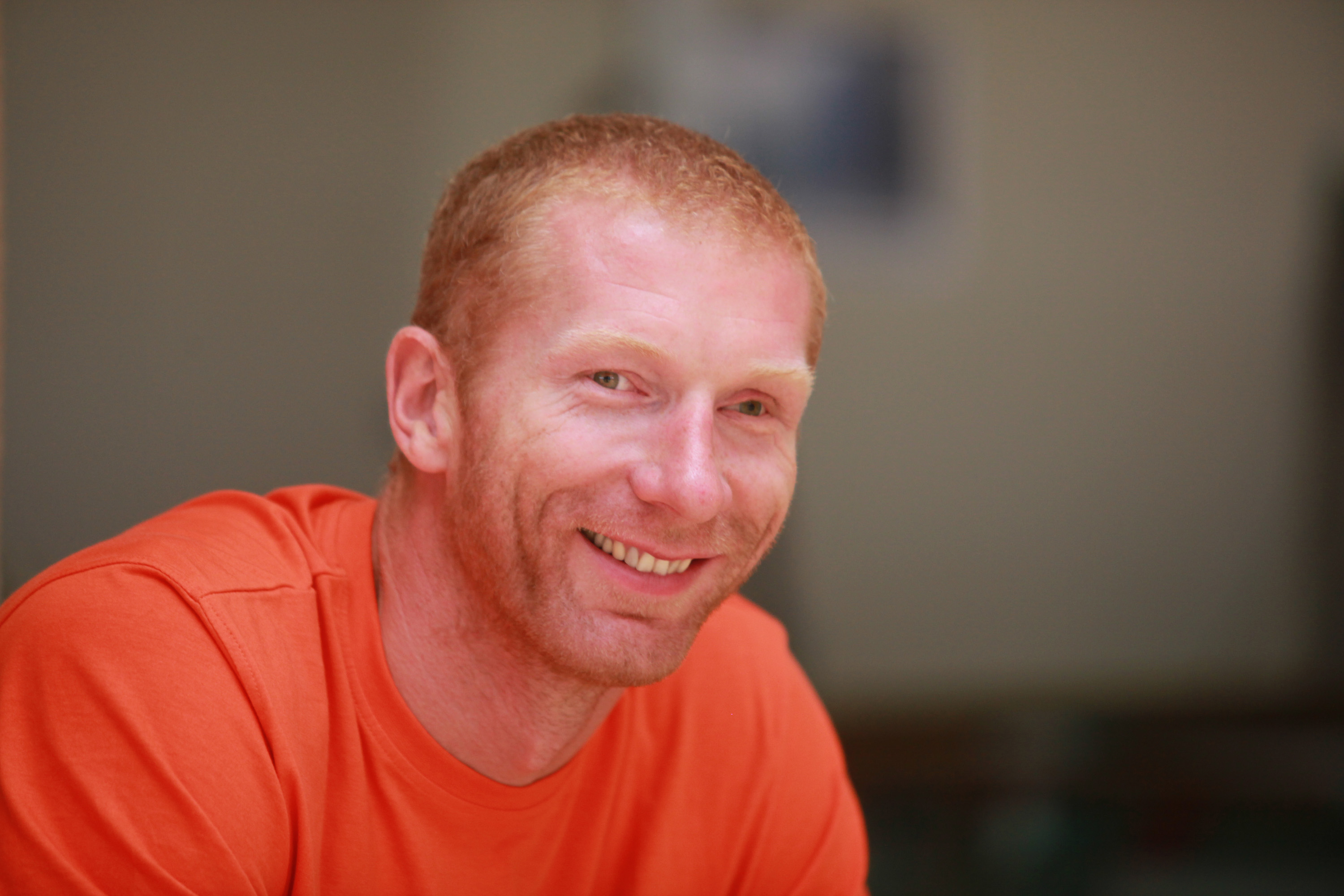
Karol Bielecki im August 2013

Bielecki begann das Handballspiel in Sandomierz. Von 1999 bis 2004 spielte der 2,02 m große Rechtshänder für KS Vive Kielce, mit denen er polnischer Meister und polnischer Pokalsieger wurde. 2004 wechselte Bielecki zum deutschen Bundesligisten SC Magdeburg, mit dem er 2007 den EHF-Pokal gewann. Im Dezember 2007 wechselten er und sein Nationalmannschaftskollege Grzegorz Tkaczyk gemeinsam zu den Rhein-Neckar Löwen.
Bei einem Test-Länderspiel mit Polen im Juni 2010 gegen Kroatien verletzte er sich bei einer Abwehrhandlung Josip Valčićs am linken Augenlid sowie am Augapfel. Nachdem er am 15. Juni in Tübingen ein zweites Mal operiert wurde, gab Karol Bielecki zunächst bekannt, dass die Sehkraft auf seinem linken Auge nicht gerettet werden konnte und er seine Karriere beenden müsse. Allerdings relativierte er diese Aussage ein paar Tage später und kündigte ein schnelles Comeback an. Am 22. Juli 2010 feierte Bielecki nach sechs Wochen sein Comeback. Beim Testspiel gegen den Regionalligisten TSB HN-Horkheim spielte Bielecki über 30 Minuten mit einer Schutzbrille und markierte nach zwei Minuten das 1:0. Seinen ersten Einsatz in der 1. Bundesliga seit seiner Verletzung bestritt er am 1. September 2010 gegen FRISCH AUF! Göppingen; er erzielte elf Treffer. Im Sommer 2012 kehrte er nach 268 Bundesligaspielen und 1092 Toren zu Kielce zurück, wo er mehrfach Meister und Pokalsieger wurde. 2016 gelang ihm mit dem Gewinn der EHF Champions League der größte Erfolg auf Vereinsebene. Nach der Saison 2017/18 beendete er seine Karriere. In der polnischen Superliga erzielte er 1343 Tore in 306 Partien. Damit ist er neben Jerzy Klempel, Mariusz Jurasik und Marcin Lijewski der vierte Spieler, der in der obersten polnischen und deutschen Spielklasse über 1000 Treffer erzielen konnte.
Bielecki gehörte dem Kader der polnischen Nationalmannschaft an. Bei den Olympischen Spielen 2016 in Rio de Janeiro wurde er mit 55 Treffern Torschützenkönig. Bei der Weltmeisterschaft 2007 unterlag er mit Polen im Endspiel gegen Gastgeber Deutschland. Zwei Jahre später gewann er Bronze.

## Erfolge
- Vize-Weltmeister 2007
- 3. Platz bei der Weltmeisterschaft 2009
- Supercup 2007
- EHF Champions League 2016
- EHF-Pokal 2007
- Polnischer Meister 2003, 2013, 2014, 2015, 2016, 2017, 2018
- Polnischer Pokalsieger 2003, 2013, 2014, 2015, 2016, 2017, 2018

## Saisonbilanzen

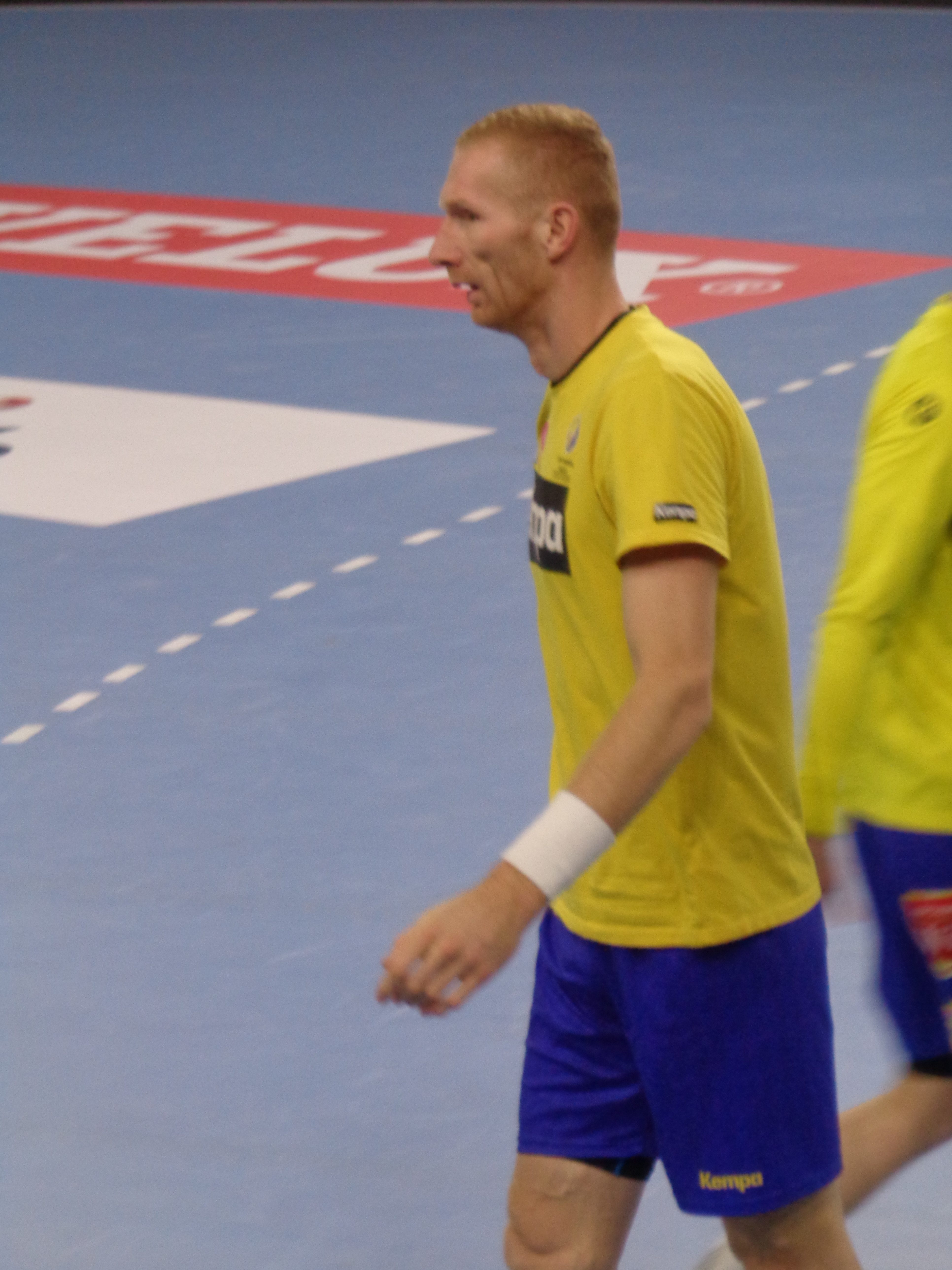
Bielecki im November 2016 als Spieler des KS Kielce

| Saison    | Verein             | Spielklasse | Spiele | Tore | 7-Meter | Feldtore |
| --------- | ------------------ | ----------- | ------ | ---- | ------- | -------- |
| 2004/05   | SC Magdeburg       | Bundesliga  | 32     | 189  | 34      | 155      |
| 2005/06   | SC Magdeburg       | Bundesliga  | 34     | 130  | 2       | 128      |
| 2006/07   | SC Magdeburg       | Bundesliga  | 33     | 156  | 1       | 155      |
| 2007/08   | SC Magdeburg       | Bundesliga  | 15     | 70   | 0       | 70       |
| 2007/08   | Rhein-Neckar Löwen | Bundesliga  | 19     | 70   | 0       | 70       |
| 2008/09   | Rhein-Neckar Löwen | Bundesliga  | 34     | 122  | 0       | 122      |
| 2009/10   | Rhein-Neckar Löwen | Bundesliga  | 34     | 155  | 0       | 155      |
| 2010/11   | Rhein-Neckar Löwen | Bundesliga  | 34     | 114  | 0       | 114      |
| 2011/12   | Rhein-Neckar Löwen | Bundesliga  | 33     | 86   | 0       | 86       |
| 2004–2012 | gesamt             | Bundesliga  | 268    | 1092 | 37      | 1055     |